# Stenus ochropus
Stenus ochropus är en skalbaggsart som beskrevs av Ernst Hellmuth von Kiesenwetter 1858. Stenus ochropus ingår i släktet Stenus, och familjen kortvingar. Arten är reproducerande i Sverige.